# Gheorghe Nicolae Costa
Gheorghe Nicolae Costa (n. 1895, Homorog, județul Bihor - d. 1976, Homorog, județul Bihor) a fost un deputat în Marea Adunare Națională de la Alba Iulia, organismul legislativ reprezentativ al „tuturor românilor din Transilvania, Banat și Țara Ungurească”, cel care a adoptat hotărârea privind Unirea Transilvaniei cu România, la 1 decembrie 1918.:p.104

## Biografie
Gheorghe Nicolae Costa a absolvit cinci clase gimnaziale.

## Activitatea politică

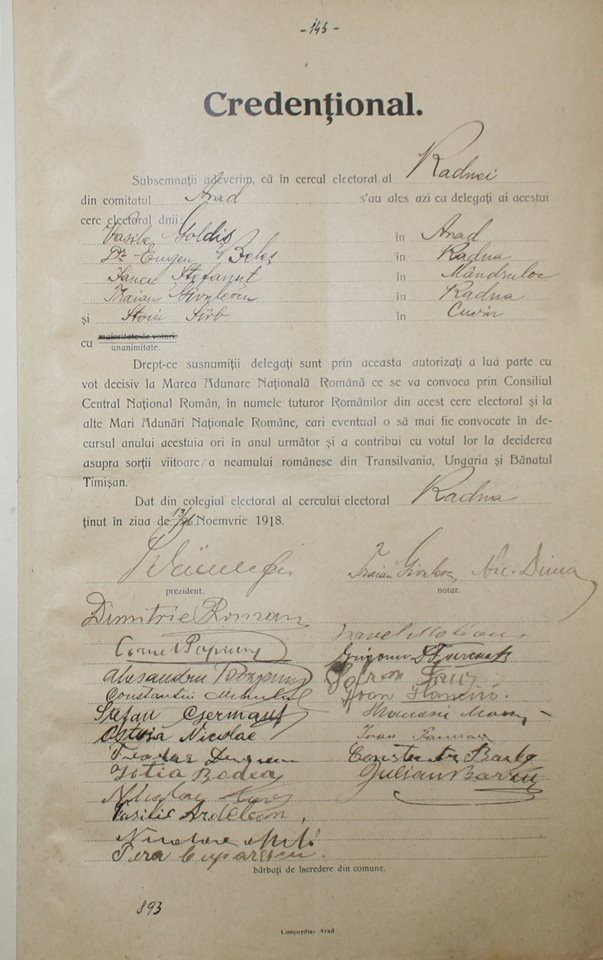
Credențional

A fost ales delegat al cercului electoral Salonta  la Marea Adunare Națională de la Alba-Iulia, unde a votat unirea Ardealului cu România, la 1 decembrie 1918.